# ジェイアールバス関東新城支店
座標: 北緯34度55分07秒 東経137度32分07秒 / 北緯34.9187度 東経137.5353度
ジェイアールバス関東新城支店（ジェイアールバスかんとうしんしろしてん）は、愛知県新城市八束穂字清水ヶ入146-8にあるジェイアールバス関東の営業所。
2021年10月28日に静岡県浜松市北区（現：浜名区）三ヶ日町駒場101-1にあった東名三ヶ日支店（とうめいみっかびしてん）が現在地に移転し、開業した。本項では移転前の東名三ヶ日支店についても併せて記述する。

## 概要

### 東京支店三ヶ日営業所開設まで
国鉄バス時代の夜行高速バス「ドリーム号」では、東京駅 - 東名静岡・東名静岡 - 名古屋インター・名古屋インター - 京都駅／大阪駅の3区間をそれぞれ運転士が交代乗務していた。国鉄分割民営化とその後のバス事業分社化によって、JRバス関東と西日本JRバスの2社による運行となったことから、ほぼ中間地点であり、東名高速道路の三ヶ日インターチェンジに隣接し、国鉄バス時代には途中の休憩地点でもあった三ヶ日ドライブイン（当時）を乗務員の交代箇所とし、以降は、東京駅 - 三ケ日をJRバス関東・三ケ日 - 大阪駅等を西日本JRバスの運転士がそれぞれ担当する形となった。
当初は乗務員の折り返しのための宿舎だけであったが、2005年に東京支店管轄の三ヶ日営業所となり乗務員が配置された（車両の配置はなし）。JAみっかび特産センター2階に入居していた。当支店の2軒隣には西日本ジェイアールバス三ヶ日宿泊所（三ヶ日町駒場113）も設置されていた。

### 東名三ヶ日支店への昇格
2018年（平成30年）10月1日、東京支店三ヶ日営業所から東名三ヶ日支店に昇格した。
当支店では京阪神系統以外にも、東名ハイウェイバスや新宿TDR線、かしま号などの乗務も担当していた。東名ハイウェイバスの停車する三ヶ日バスストップから東名三ヶ日支店までは直線距離で約4kmある。

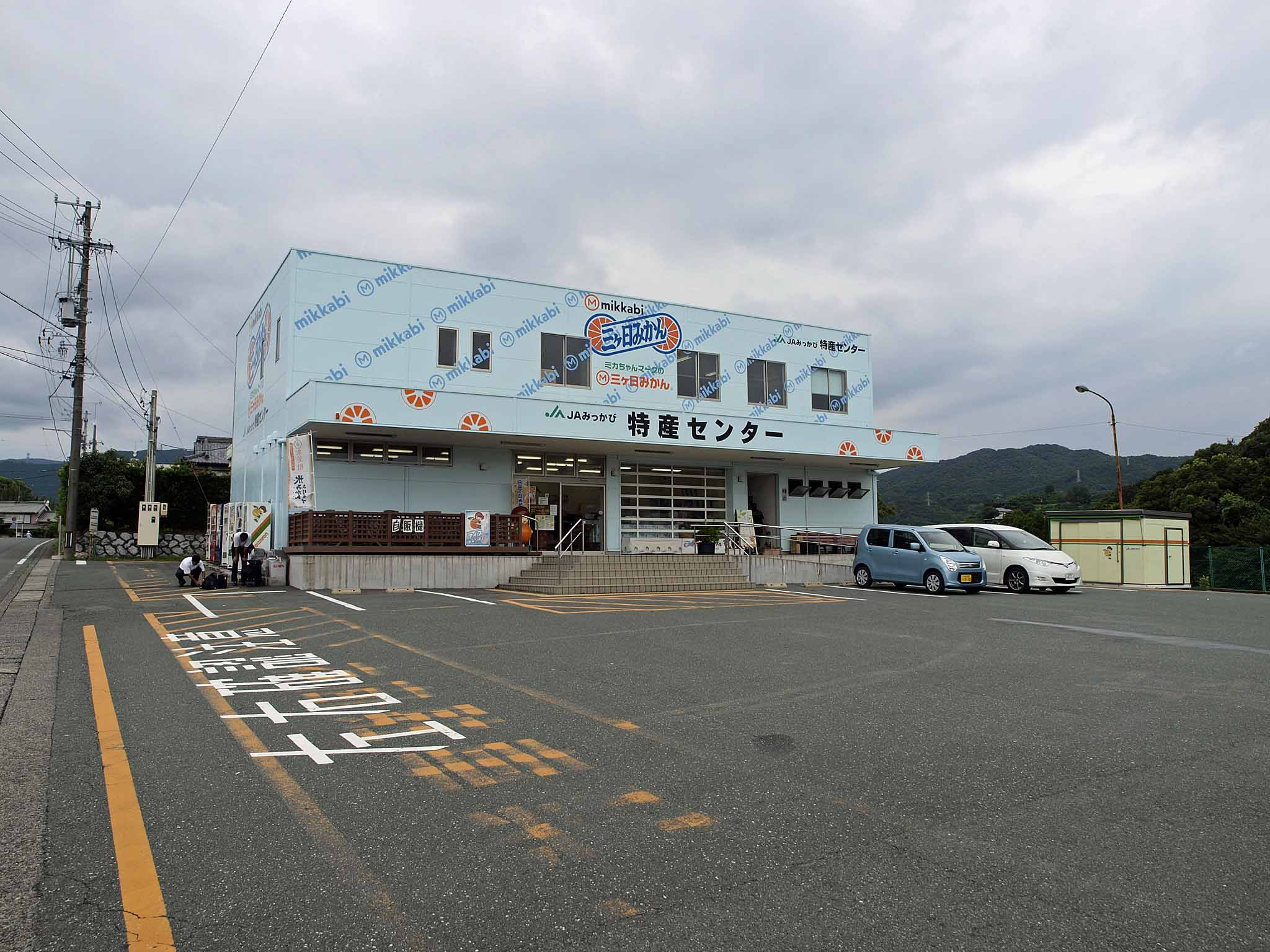
東名三ヶ日支店（2階に入居）
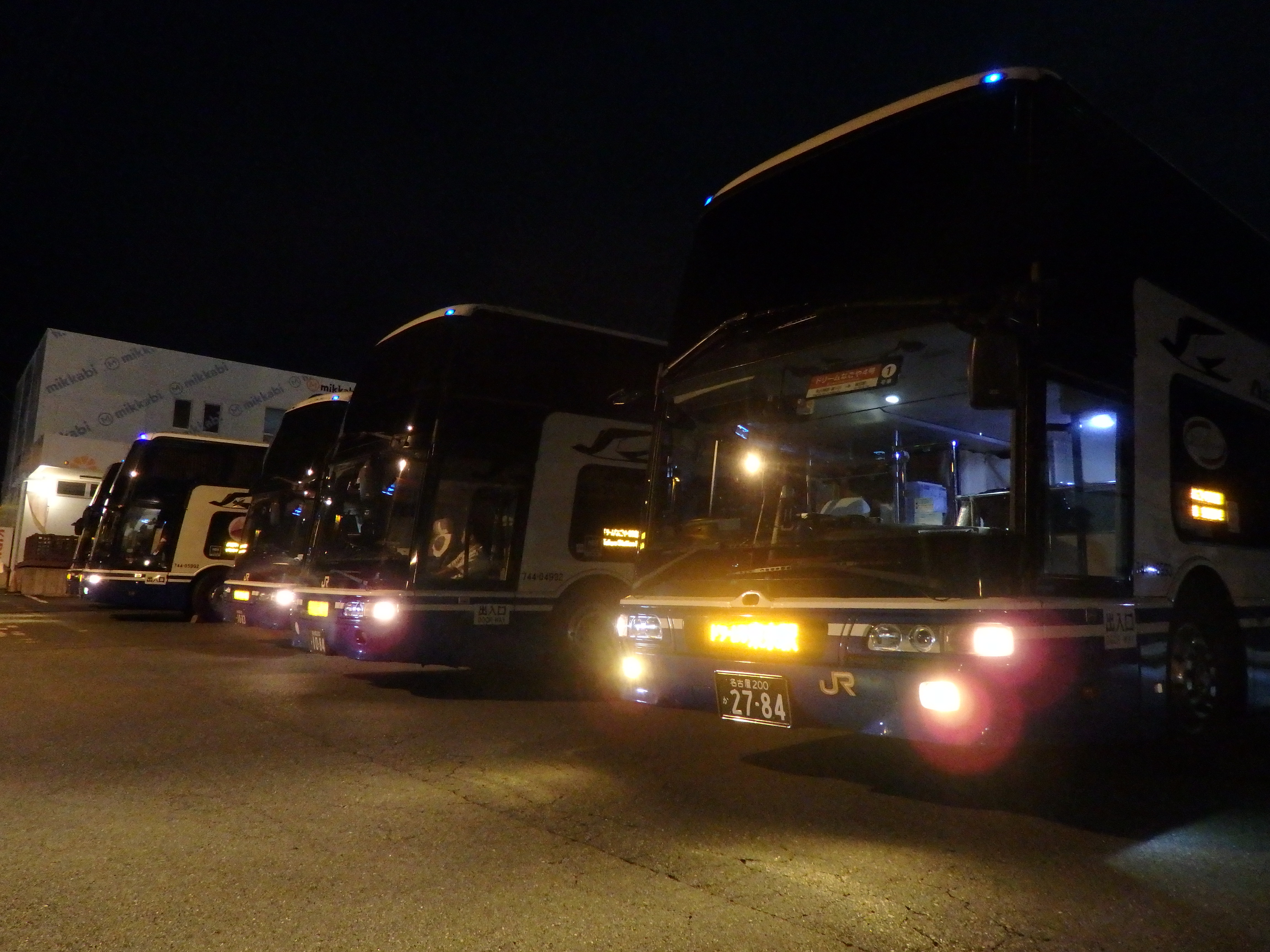
夜間の東名三ヶ日支店

### 新東名高速道路経由への経路変更と新城市への移転
2021年（令和3年）1月30日、愛知県新城市とジェイアールバス関東は包括連携協定を締結することを発表。同社では京阪神系統を従来の東名高速道路経由から、災害に強く安全性や快適性が高いことを理由に新東名高速道路へ変更するため、東名三ヶ日支店を静岡県に隣接する新東名新城インターチェンジ付近へ移転することを計画していることが発表された。これに伴い、新城市は奥三河地方の観光振興や地方創生のため、移転後の支店付近に同社の高速バス停留所を誘致したいとして、市と同社の間で協定を締結するとした。新城市では協定締結により、バス停留所の誘致や雇用の創出、バス車内や東京駅バスターミナルなどでの市の観光PR、ジェイアールバス関東がすでに手がけている貨客混載を活用した市の特産物輸送などを計画している。新型コロナウイルス感染症拡大による緊急事態宣言の発出に伴い、同日時点では協定締結日は未定としていたが、年度内の3月末までには締結したいとしていた。その後新年度に入り、同年4月28日に協定が締結された。
それに先立ち、新城市は同年1月29日、同社の高速バス停留所が同年秋に開設予定と発表。候補地として予定された新城IC近くの道の駅もっくる新城では、ジェイアールバス関東の高速バス乗り入れ実験も行われた。道の駅もっくる新城構内へ「新城（道の駅もっくる新城）」バス停を10月28日より開設し、同時に近隣へ新城支店を開設した。

## 所管路線
- 東名高速線（東京 - 静岡 - 浜松 - 名古屋）
- グラン昼特急号・青春昼特急号（東京・新宿 - 京都・大阪） ※新城以東を担当
- ドリーム号（TDL・東京・新宿 - 京都・奈良・大阪・USJ・三宮） ※新城以東を担当
- 新宿 - 東京ディズニーリゾート ※TDR発のみ交通系ICカード利用可能
- ファンタジアなごや号（TDL・東京 - 知多半島・金山駅・名古屋駅・八田駅）